# Junioren-Weltmeisterschaften im Rudern 2016
Die Junioren-Weltmeisterschaften im Rudern 2016 fanden vom 21. bis 28. August 2016 in der niederländischen Gemeinde Zuidplas (Ortsteil Zevenhuizen) nahe der Stadt Rotterdam auf der Regattastrecke Willem-Alexander Baan statt.
Im olympischen Jahr finden die Junioren-Weltmeisterschaften im Rudern zusammen mit den U23-Weltmeisterschaften im Rudern und den Ruder-Weltmeisterschaften der nichtolympischen Bootsklassen statt.
Bei den Meisterschaften wurden 13 Wettbewerbe ausgetragen, davon sieben für Jungen und sechs für Mädchen.
Teilnahmeberechtigt war eine Mannschaft je Wettbewerbsklasse aus allen Mitgliedsverbänden des Weltruderverbandes. Eine Qualifikationsregatta existierte nicht.

## Ergebnisse
Hier sind die Medaillengewinner aus den A-Finals aufgelistet. Diese waren mit sechs Booten besetzt, die sich über Vor- und Hoffnungsläufe sowie Viertel- und Halbfinals für das Finale qualifizieren mussten. Die Streckenlänge betrug in allen Läufen 2000 Meter.

### Junioren
| Bootsklasse                   | Gold | Gold    | Silber | Silber  | Bronze | Bronze  |
| ----------------------------- | --- | ------- | --- | ------- | --- | ------- |
| Einer (JM1x)                  | Litauen Armandas Kelmelis | 7:09,72 | Deutschland Anton Finger | 7:13,25 | Brasilien Lucas Ferreira | 7:15,90 |
| Doppelzweier (JM2x)           | Neuseeland Leonard Jenkins Jack Lopas | 6:26,19 | Deutschland Konstantin Nowitzki Henry Schwinde | 6:28,16 | Italien Emanuele Giarri Marcello Caldonazzo | 6:28,84 |
| Doppelvierer (JM4x)           | Tschechien Jan Fleissner Jan Cincibuch Eduard Bezdek Jan Zavadil | 5:56,77 | Deutschland Malte Engelbrecht Matthias Fischer Jan Berend Simon Schlott                                                                                      | 5:58,89 | Vereinigte Staaten David Orner Andrew Le Roux Zachary Skypeck Clark Dean                                                                                      | 6:00,32 |
| Zweier ohne Steuermann (JM2-) | Griechenland Ioannis Kalandaridis Nino Nikolaidis | 6:32,51 | Deutschland Jan Hennecke Marcus Elster | 6:35,00 | Südafrika Sandro Torrente Alexander Julicher | 6:44,82 |
| Vierer ohne Steuermann (JM4-) | Rumänien Ștefan-Constantin Berariu Cosmin Pascari Mihăiță-Vasile Țigănescu Constantin-Cristi Hirgau                                                                   | 5:58,85 | Vereinigtes Königreich Oscar Lindsay James Plaut Oswald Stocker Freddie Davidson                                                                             | 6:03,71 | Deutschland Niclas Junkes Leon Münch Simon Klose Benjamin Leibelt                                                                                             | 6:09,30 |
| Vierer mit Steuermann (JM4+)  | Italien Lapo Londi Andrea Panizza Antonio Cascone Andrea Benetti Francesco Tassia (Stm.)                                                                              | 6:15,97 | Deutschland Jan Harder Oliver Peikert Tom Hinrichs Lasse Grimmer Max Schwartzkopff (Stm.)                                                                    | 6:18,16 | Vereinigte Staaten Kenneth Copeland Pieter Quinton Kyle Fram Harrison Burke Ethan Ruiz (Stm.)                                                                 | 6:20,58 |
| Achter (JM8+)                 | Deutschland Paul Gralla Niklas Hauser Alexander von Schwerdtner Frederik Johne Yannik Burg Jonathan Reitenbach Marcel Teckemeyer Nils Kocher Sebastian Ferling (Stm.) | 5:38,58 | Vereinigte Staaten Michael Cuellar Gordon Holterman Walter Taylor Ethan Seder Cole Ortiz Nikita Lilichenko Charles Turina Gordon Johnson Jacob Shusko (Stm.) | 5:38,61 | Vereinigtes Königreich Charlie Pearson Oskar Arzt-Jones Dom Jackson Oliver Ayres Patrick Adams Benedict Aldous Seb Benzecry Felix Drinkall Vlad Saigau (Stm.) | 5:43,25 |

### Juniorinnen
| Bootsklasse                   | Gold | Gold    | Silber | Silber  | Bronze | Bronze  |
| ----------------------------- | --- | ------- | --- | ------- | --- | ------- |
| Einer (JW1x)                  | Italien Clara Guerra | 7:49,69 | Deutschland Alicia Bohn | 7:54,26 | Niederlande Karolien Florijn | 7:56,16 |
| Doppelzweier (JW2x)           | Vereinigte Staaten Caroline Sharis Emily Delleman | 7:08,12 | Griechenland Anastasia Vontzou Anneta Kyridou | 7:10,55 | Italien Nicoletta Bartalesi Giovanna Schettino | 7:10,78 |
| Doppelvierer (JW4x)           | Volksrepublik China Guo Xueying Xu Xingye Pan Xingyun Lu Shiyu | 6:39,45 | Vereinigtes Königreich Annabel Stevens Lola Anderson Sheyi Blackett Lucy Glover                                                                                         | 6:41,47 | Tschechien Magdalena Juzikova Anna Santruckova Pavlina Flamikova Veronika Uhlova                                                                                           | 6:43,15 |
| Zweier ohne Steuerfrau (JW2-) | Italien Caterina Di Fonzo Aisha Rocek | 7:15,85 | Dänemark Frida Sanggaard Nielsen Ida Petersen | 7:18,50 | Vereinigte Staaten Kailani Marchak Kaitlyn Kynast | 7:20,63 |
| Vierer ohne Steuerfrau (JW4-) | Deutschland Friederike Müller Isabelle Hübener Janina Arndt Annabel Oertel                                                                                                   | 6:42,17 | Italien Laura Meriano Benedetta Faravelli Ludovica Braglia Lara Maule                                                                                                   | 6:43,15 | Vereinigte Staaten Abigail Tarquinio Sarah Ondak Kelsey McGinley India Robinson                                                                                            | 6:47,60 |
| Achter (JW8+)                 | Tschechien Valentyna Solarova Adela Truhlarova Michala Pospisilova Michaela Kidova Zuzana Metlicka Anna-Marie Mackova Josefina Laznickova Tereza Businska Eva Klimova (Stf.) | 6:27,82 | Deutschland Josephine Kiesel Marie-Sophie Zeidler Marieluise Witting Klara Grube Leonie Berge Marie Elena Zürcher Tabea Schendekehl Helena Schäfer Lynn Artinger (Stf.) | 6:28,30 | Italien Linda De Filippis Greta Martinelli Khadija Alajdi El Idrissi Alice Rossi Claudia Cabula Letizia Tontodonati Beatrice Millo Giorgia Pelacchi Camilla Mariani (Stf.) | 6:30,32 |

## Medaillenspiegel
| Platz | Land                   | Gold | Silber | Bronze | Gesamt |
| ----- | ---------------------- | ---- | ------ | ------ | ------ |
| 1     | Italien                | 3    | 1      | 3      | 7      |
| 2     | Deutschland            | 2    | 7      | 1      | 10     |
| 3     | Tschechien             | 2    |        | 1      | 3      |
| 4     | Vereinigte Staaten     | 1    | 1      | 4      | 6      |
| 5     | Griechenland           | 1    | 1      |        | 2      |
| 6     | Litauen                | 1    |        |        | 1      |
| 6     | Neuseeland             | 1    |        |        | 1      |
| 6     | Rumänien               | 1    |        |        | 1      |
| 6     | Volksrepublik China    | 1    |        |        | 1      |
| 10    | Vereinigtes Königreich |      | 2      | 1      | 3      |
| 11    | Dänemark               |      | 1      |        | 1      |
| 12    | Brasilien              |      |        | 1      | 1      |
| 12    | Südafrika              |      |        | 1      | 1      |
| 12    | Niederlande            |      |        | 1      | 1      |
| Summe | Summe                  | 13   | 13     | 13     | 39     |